# Omotayo Oduntan
Omotayo Aramide Oduntan (sinh ngày 5 tháng 6 năm 1957), là một chính trị gia người Nigeria đại diện cho Quốc hội Alimosho II tại Tòa nhà Quốc hội ở Ấn Độ dưới nền tảng của Đại hội Tiến bộ.

## Cuộc đời và sự nghiệp
Bà sinh ra ở bang Lagos, Tây Nam Nigeria, nơi bà hoàn thành chương trình giáo dục tiểu học và trung học. Bà có chứng chỉ và bằng tốt nghiệp về Vệ sinh Thực phẩm và Xử lý Thực phẩm từ Viện Sức khỏe Cộng đồng Hoàng gia. Bà đã từng là Trợ lý đặc biệt cao cấp của Thống đốc bang Lagos về vấn đề cơ sở trong khi làm thành viên của Hội đồng Nhà nước bang hội từ năm 1999 đến 2003 và từ 2011 đến 2015. Bà hiện đang phục vụ như là roi trưởng của Hội đồng thứ 8 của Hội đồng Nhà nước bang Lagos.